# Trullön fiskehamn
Trullön fiskehamn ligger i Karleby kommun i landskapet Mellersta Österbotten i Finland, vid Kvarken. Här finns Trullöns friluftsrutt på cirka 15 kilometer, Kalvöns lägercenter, Trullöns semesterby samt ett fågeltorn. Vid lägercentret och semesterbyn finns servicekapacitet året runt, bland annat stugor, bastu- och konferensutrymmen.